# 弗里敦 (安提瓜和巴布達)
弗里敦（Freetown）是加勒比海島國安提瓜和巴布達的安提瓜島聖菲利普區的一個城鎮，也是Dunae的故乡，位於該島東南部，在威洛比灣以南和諾恩薩奇灣以北之間的半島上，2012年人口619人。